# Золота доба
Золота доба (грец. χρύσεον γένος chryseon genos, лат. aurea aetas) — в античній міфології період, коли люди вели безтурботне життя без підневільної праці, а також без воєн, розбрату й чвар. Є однією з епох міфу про чотири доби (п'ять у Гесіода), за яких життя від щасливого первісного змінюється до нещасливого теперішнього.
У рисах, які характеризують життя Золотої доби, відсутні елементи вищого інтелектуального порядку і «раювання» зводиться до тваринного добробуту, що свідчить про глибоку давнину переказів (ідеться, мабуть, про добу становлення класового суспільства).
За пізнішими уявленнями, після останньої Залізної має колись знову настати Золота доба.

## У Гесіода
У грецькій літературі міф про Золоту добу описано в поемі Гесіода «Труди і дні». Тут поет веде оповідь про чотири доби (епохи), де за кожною наступною люди псуються: Золота, Срібна, Мідна та Залізна. Мешканці цих діб відповідно називаються золотим, срібним, мідним та залізним поколіннями. Між двома останніми Гесіод поставив покоління героїв, яке гальмувало поступове псування людського роду.
За Гесіодом, людей створили боги (Гея або Прометей), коли над світом владарював Кронос. Люди не знали ні горя, ні турбот, ні старості чи хвороб, багато сміялися і танцювали. Земля сама давала людям усе потрібне, вони їли дикі плоди й мед, який сам капав з дерев. Люди тоді мали багато худоби, отримуючи молоко, і працювали стільки, скільки самі хотіли. Смерть, легка, як сон, наставала після тривалого щасливого життя. Згідно з іншими міфами Гесіода, Золота доба скінчилася, коли Пандора відкрила скриньку з усіма лихами світу.
Після смерті люди цього покоління перетворилися на добрих духів, що дарують удачу і захищають справедливість.

## В Овідія
В описі Золотої доби Овідій підкреслює відсутність тих рис римського побуту, що були особливо ненависні в епоху становлення імперії: не було законів і суддів, люди не знали страху перед смертною карою тощо.

## Трактування міфів про Золоту добу
Міф про Золоту добу та подальший занепад людства пояснюється спостеріганням греками розкладу первіснообщинного ладу. Становище общинників різко гіршало, і в спогадах народу попередня епоха уявлялася часом насолоди й щастя. Такі уявлення про щасливий період у житті людства містяться в переказах різних народів (вавилонські та біблійні міфи про життя перших людей у раю та вигнання їх звідти за гріхопадіння тощо). У деяких міфах щасливе життя зображується відділеним від людей класового суспільства не часом, а простором. Так існують міфи про «щасливі острови» десь на краю землі за океаном.
За Робертом Ґрейвсом, Золота доба уявлялася часом загального щастя, коли люди жили в злагоді, як спогад про доземлеробські часи збиральництва, коли існував культ богині-бджоли. Міф про Срібну добу несе спогади про матріархат, який в епоху класичної Греції ще зберігався в піктів та причорноморських массініків. Мідна доба описувала пастухів бронзової, за сучасними уявленнями, доби. Герої, що прийшли їм на зміну — це воїни-царі епохи Мікен. Останніми людьми є дорійці XII ст. до н. е., котрі користувалися залізними знаряддями та зброєю, знищивши мікенську цивілізацію.

## Інтерпретації
Міф про Золоту добу був дуже популярний у грецьких та римських письменників. Автори комедій іноді описували його в жартівливих барвах, наголошуючи, зокрема, на достатку їжі в ту щасливу добу. Успадковані від античності уявлення про золоту добу широко використовувались у літературі нового часу і вплинули на погляди ряду соціологів, які бачили в міфі відбиття історичної дійсності.
Місцем, де існувала Золота доба, вслід за античними авторами, часто вказується Аркадія.
Жан-Жак Руссо використовував термін «Золота доба» щодо історичного періоду, коли люди жили в «природному стані».